# Nezaupnica
Nezaupnica vladi je izraz, ki označuje izgubo podpore vladi v parlamentu.

## Slovenija
V Sloveniji je v ustavi v 116. členu določeno, da državni zbor na predlog najmanj desetih poslancev izglasuje nezaupnico vladi, tako da z večino glasov vseh poslancev izvoli novega predsednika vlade.